# ミシェル・ハウザー
ミシェル・ハウザー（Michel Hausser、1927年2月7日 - 2024年1月25日）は、フランスのジャズ・ヴィブラフォン奏者である。

## 生涯
コルマールに生まれたハウザーは子供の頃からアコーディオンを演奏し、20代の初め頃に楽器を教える職業についた後、1948年にヴィブラフォンに転向した。当初は楽器を古典的に研究していたが、1950年代半ばまでにはサイドマンとして働き始め、同時に以来10年間、エディ・バークレイ、クリスチャン・シュバリエ、アンリ・クローラ（Henri Crolla）、ベニー・ゴルソン、ステファン・グラッペリ、ロジェ・ゲラン（Roger Guérin）、ボビー・ジャスパー、ラッキー・トンプソン、サラ・ヴォーンなどと共演した。
1964年にはベーシストのジャッキー・サムソン（Jacky Samson）とトリオ・アンサンブルを結成。ドラマーとしてジャン・ゲラン（Jean Guérin）、フランコ・マンゼッキ（Franco Manzecchi）、テディ・マーティン（Teddy Martin）が参加した。1960年代後半はジョルジュ・アルヴァニタス、ジョニー・グリフィンなどと共演した。
1970年代にドイツに移り、ミュンスターで教授になった。
2024年1月25日に死去。96歳没。